# Ел Баладури
Ахмед ибн Јахја ел Баладури (арап. أحمد بن يحيى بن جابر البلاذري‎) је био исламски историчар из 9. века. Био је један од еминентних историчара Блиског истока свога доба, провео је већи део живота у Багдаду и уживао велики утицај на двору халифа ел Мутавакила. Путовао је по Сирији и Ираку, прикупљајући информације за своја велика дела.
Његово пуно име било је Ахмад Бин Јахја Бин Џабир Ел Баладхури (арап. احمد بن يحيى بن جابر البلاذري), Балазри Ахмад Бин Јахја Бин Џабир Абул Хасан или Аби ел Хасан Баладури.

## Биографија
Ел Баладуријева националност описана је као арапскаи персијска, иако се чини да су његове симпатије биле снажне према Арапима, јер се Масуди односи на једно од његових дела у којем одбацује Баладуријеву осуду неарапског национализма Шубија.
Живео је на двору халифа ел Мутавакила и Ел Мустаина и био је учитељ сину Ел Мутаза. Умро је 892. од последица лека званог баладур (отуда и његово име). (Баладур је Semecarpus anacardium, познат као "матица за означавање"; средњовековни арапски и јеврејски писци га описују као средство за побољшање памћења).

## Радови
Његово главно постојеће дело, кондензација дуже историје, Китаб Футух ел Булдана (فتوح البلدان), "Књига о освајању земљишта", превео Филип Хити (1916) и Френцис Кларк Мурготен (1924) у "The Origins of the Islamic State" говори о ратовима и освајањима Арапа из 7. века и о условима израженим са становницима освојених територија. Обухвата освајања земаља од Арабије западно до Египта, Северне Африке и Шпаније и истока до Ирака, Ирана и Синда.
Његову историју су, пак, много користили каснији писци. Ансаб ел Ашраф (انساب الاشراف, „Линија племића“), такође постојеће, биографско дело је у генеалошком редоследу посвећено арапској аристократији, од Мухамеда и његових савременика до калифа Омејада и Абасида. Садржи историје владавине многих владара.
Његове расправе о успону и паду моћних династија објашњавају тдашњи политички морал. Његови коментари на методологију су ретки, осим тврдњи о тачности.